# Prêmios Globo de Ouro de 1957

Prêmios Globo de Ouro de 1957

 26 de fevereiro de 1957
Filme - Drama:
Around the World in 80 Days
Filme - Comédia ou Musical:
The King and I
Prêmios Globo de Ouro 

← 1956  ·  1958 →
Os Prêmios Globo de Ouro de 1957 (no original, em inglês, 14th Golden Globe Awards) honraram os melhores profissionais de cinema e televisão, filmes e programas televisivos de 1956. Os candidatos nas diversas categorias foram escolhidos pela Associação de Imprensa Estrangeira de Hollywood (AIEH).

## Vencedores e nomeados
| Melhor filme | Melhor filme |
| Drama | Comédia ou musical |
| --- | --- |
| - Around the World in 80 Days - Giant - Lust for Life - The Rainmaker - War and Peace | - The King and I - Bus Stop - The Opposite Sex - The Solid Gold Cadillac - The Teahouse of the August Moon                                                                            |
| Melhor atuação em filme de drama | |
| Ator | Atriz |
| - Kirk Douglas – Lust for Life - Gary Cooper – Friendly Persuasion - Charlton Heston – The Ten Commandments - Burt Lancaster – The Rainmaker - Karl Malden – Baby Doll                                     | - Ingrid Bergman – Anastasia - Carroll Baker – Baby Doll - Helen Hayes – Anastasia - Katharine Hepburn – The Rainmaker - Audrey Hepburn – War and Peace                               |
| Melhor atuação em filme de comédia ou musical | |
| Ator | Atriz |
| - Cantinflas – Around the World in 80 Days - Marlon Brando – The Teahouse of the August Moon - Yul Brynner – The King and I - Glenn Ford – The Teahouse of the August Moon - Danny Kaye – The Court Jester | - Deborah Kerr – The King and - Judy Holliday – The Solid Gold Cadillac - Machiko Kyō – The Teahouse of the August Moon - Marilyn Monroe – Bus Stop - Debbie Reynolds – Bundle of Joy |
| Melhor atuação coadjuvante em filme – drama, comédia ou musical | |
| Ator coadjuvante | Atriz coadjuvante |
| - Earl Holliman – The Rainmaker - Eddie Albert – The Teahouse of the August Moon - Oscar Homolka – War and Peace - Anthony Quinn – Lust for Life - Eli Wallach – Baby Doll                                 | - Eileen Heckart – The Bad Seed - Mildred Dunnock – Baby Doll - Marjorie Main – Friendly Persuasion - Dorothy Malone – Written on the Wind - Patty McCormack – The Bad Seed           |
| Melhor direção | |
| - Elia Kazan – Baby Doll - Michael Anderson – Around the World in 80 Days - Vincente Minnelli – Lust for Life - George Stevens – Giant - King Vidor – War and Peace                                        | |
| Melhor filme promovendo a compreensão internacional | |
| - Battle Hymns - Friendly Persuasion - The King and I - The Teahouse of the August Moon | |